# یعقوب جمعه المخینی
یعقوب جمعه المخینی (عربی: يعقوب جمعة المخيني؛ زادهٔ ۱ مهٔ ۱۹۸۲) بازیکن فوتبال اهل عمان بود.
وی همچنین در تیم ملی فوتبال عمان بازی کرده‌است.